# Livré-la-Touche
Livré-la-Touche är en kommun i departementet Mayenne i regionen Pays de la Loire i nordvästra Frankrike. Kommunen ligger i kantonen Craon som tillhör arrondissementet Château-Gontier. År 2022 hade Livré-la-Touche 728 invånare.

## Befolkningsutveckling
Antalet invånare i kommunen Livré-la-Touche
| Referens: INSEE |